# ساقی (آلبوم)
 ساقی نام یک آلبوم موسیقی اثر ویگن ، هنرمند ایرانی است که در سبک پاپ تهیه شده و دارای ۸ آهنگ است.

## فهرست آهنگ‌ها
| ردیف | آهنگ        |
| ۱    | ساقی        |
| ۲    | بازگشت      |
| ۳    | یاد         |
| ۴    | آخرین دیدار |
| ۵    | خوش به یادت |
| ۶    | بوسه        |
| ۷    | گل سرخ      |
| ۸    | عروس دریا   |